# J'ai fait l'amour avec la mer
Singles de Véronique Jannot
Tous les enfants ont besoin de rêver C'est trop facile de dire je t'aime
Pistes de J'ai fait l'amour avec la mer
Comédie, comédie
J'ai fait l'amour avec la mer est une chanson de Véronique Jannot, sur une musique de Pierre Bachelet et des paroles de Véronique Jannot, sortie en 1982.
Après la sortie des génériques de la série Pause café, cette chanson a fait sensation à l'époque, pour son thème érotique et ses paroles hermétiques. Le single s'est vendu à plus de 250 000 exemplaires.
Elle précède le succès de 1984, le duo « Désir, désir » avec Laurent Voulzy, qui sera 29e au Top singles en 1984.
Les couplets sont des distiques en alexandrins non rimés, sauf le troisième couplet, un sixain hétérométrique. Le refrain reprend deux fois la phrase-titre, un octosyllabe.

## Classement
| Classement (1982) | Meilleure place |
| ----------------- | --------------- |
| France (IFOP)     | 26              |